# ガルバテッラ駅
ガルバテッラ駅 (Garbatella) はローマ地下鉄のB線の駅の一つである。
200m程離れた1955年完成の同じ名前の駅に代わり1990年に落成した。
オスティエンセ区のオスティエンセ街道沿いの旧ローマ総合市場の裏手にある。

## 周辺
- ガルバテッラ
- 旧総合市場 (ex Mercati Generali)
- ローマ・トレ大学(ローマ第三大学)
- パッラディウム劇場
- it:Chiesa di San Francesco Saverio alla Garbatella
- it:Gazometro di Roma

## 施設
駅には以下の施設がある:
- 障害者を運ぶ人員
- 乗り換え用の駐車場

## 写真集

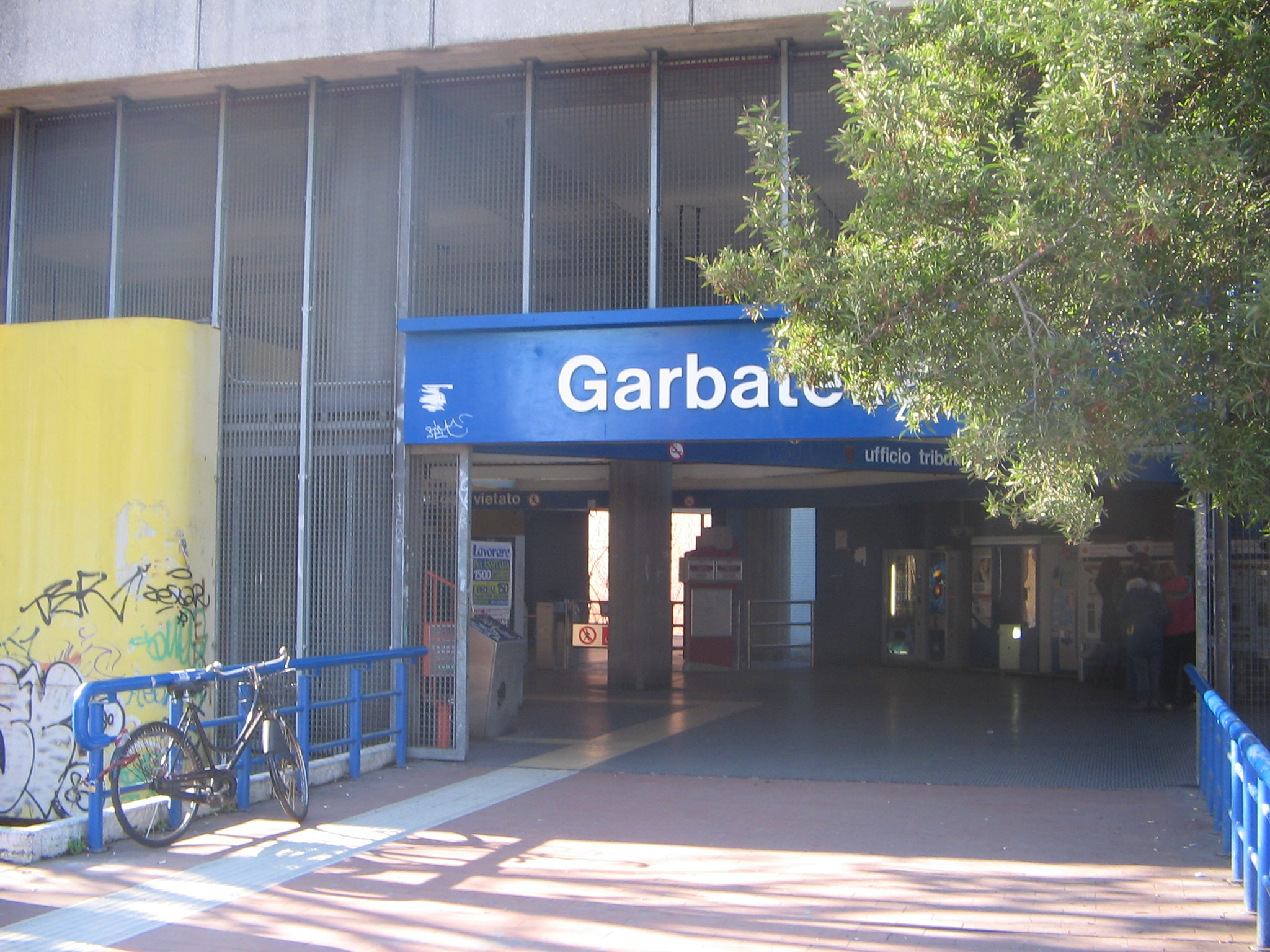
駅の概観
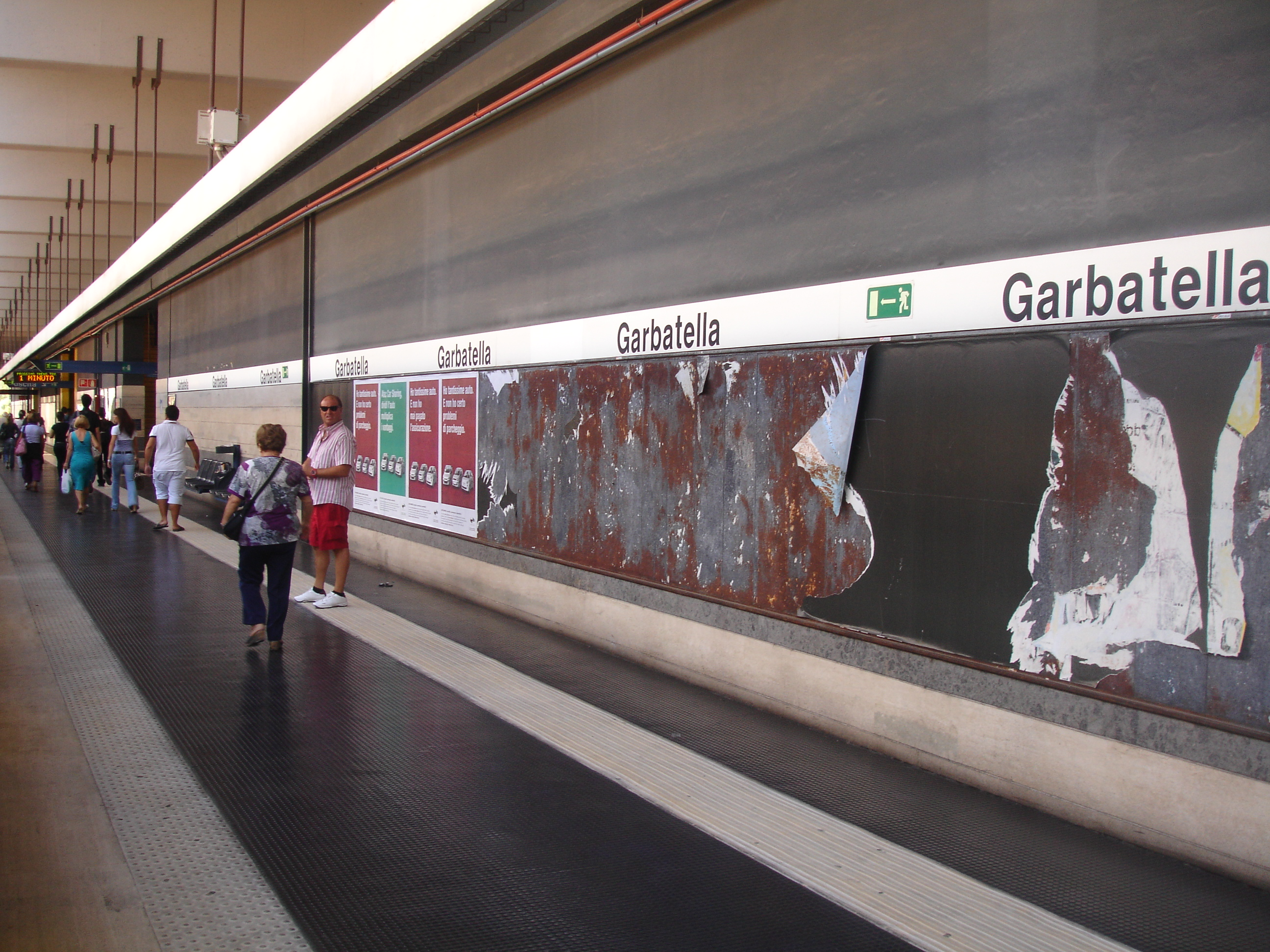
駅のプラットホーム
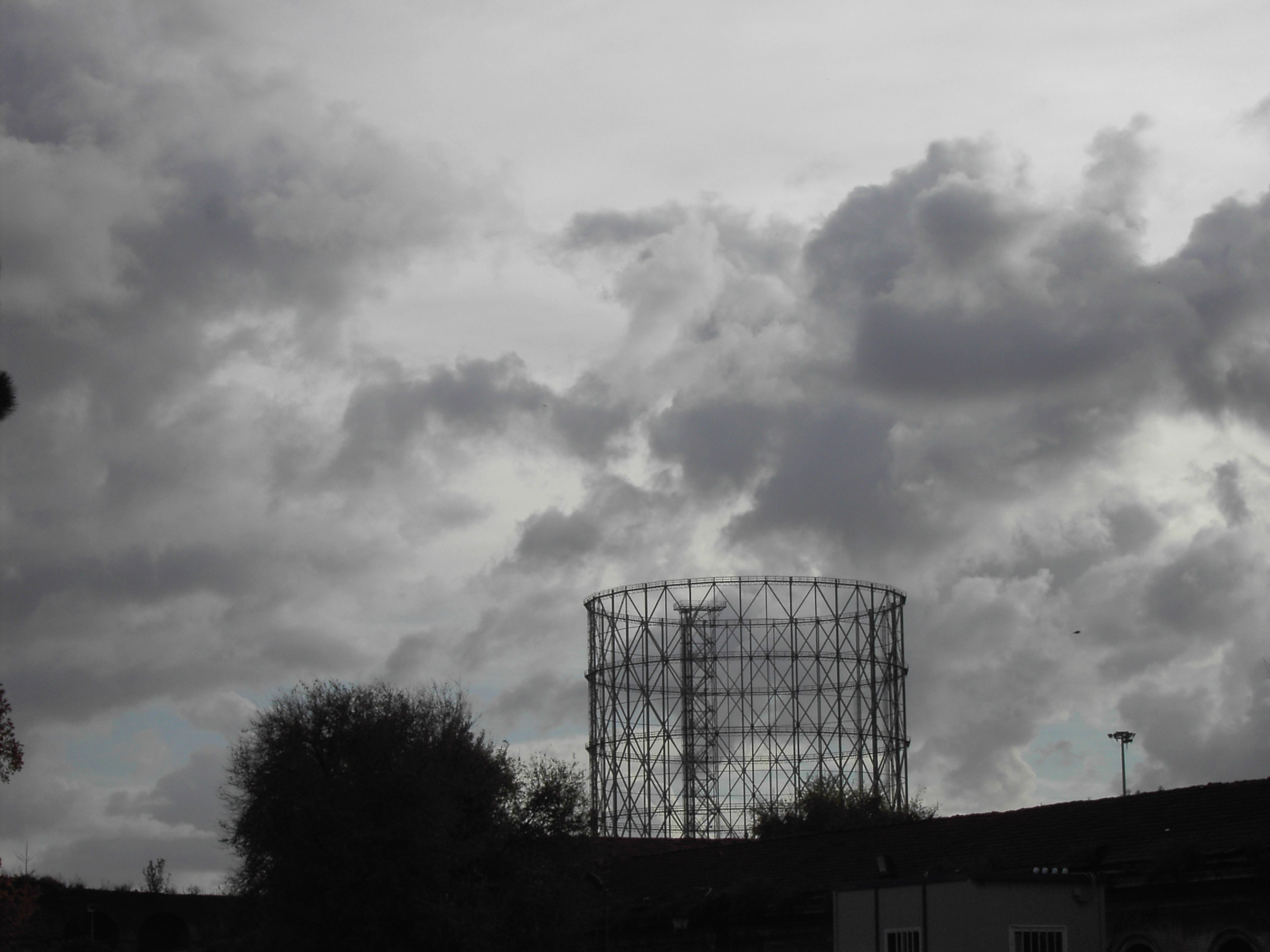
駅の周辺
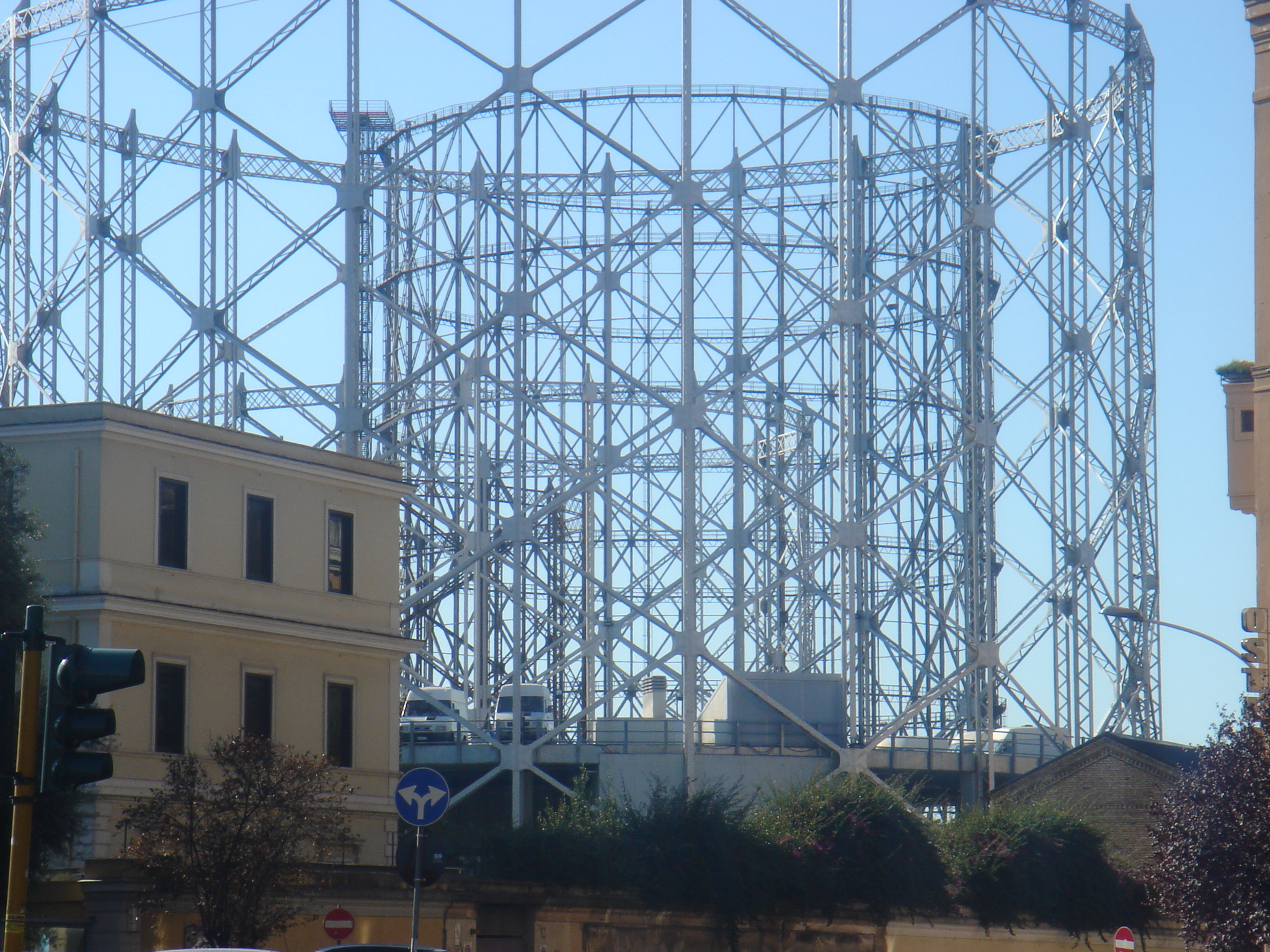
駅の周辺(*it:Gazometro di Roma)